# Chucaotapakul
Chucaotapakul (Scelorchilus rubecula) är en fågel i familjen tapakuler inom ordningen tättingar.

## Utseende och läte
Chucaotapakul är en knubbig liten fågel som ofta håller stjärten rest. Fjäderdräkten är distinkt, med rostrött i ett ögonbrynsstreck, på strupen och på bröstet. Sången beskrivs som ljudlig och ringande.

## Utbredning och systematik
Chucaotapakul delas in i två underarter:
- Scelorchilus rubecula rubecula – förekommer i södra Chile (Bio Bio Aysen) och intilliggande västra Argentina
- Scelorchilus rubecula mochae – förekommer på ön Mocha i Chile

## Levnadssätt
Chucaotapakulen är en rätt vanlig till vanlig fågel i ursprungliga tempererade skogar, intilliggande buskmarker samt i buskage utmed rinnande vattendrag, framför allt med inslag av bambu. Fågeln är mestadels tillbakadragen, men kan ibland uppträda mer oskyggt och promenera fram på nära håll som om den vore nyfiken.

## Status och hot
Arten har ett stort utbredningsområde, men tros minska i antal, dock inte tillräckligt kraftigt för att den ska betraktas som hotad. Internationella naturvårdsunionen IUCN listar arten som livskraftig (LC).

## Namn
Fågeln har fått sitt svenska namn efter Quebrada del  Chucao, en ravin i regionen Araucanía i mellersta Chile.